# Фосфомицин
Фосфомицинът е лекарство с бактерицидно действие.
Обикновено намира приложение при инфекции на пикочните пътища. Потиска синтеза на бактериалната клетъчна стена и намалява адхезията на бактериите към епителните клетки на пикочните пътища.
Фосфомицинът не се свързва с плазмените протеини, прониква през плацентарната бариера при хората. Не се метаболизира и се екскретира непроменен.
Открит е през 1969 година.